# Crone (Band)
Crone ist eine im Jahr 2000 gegründete Epic-Doom- und Doom-Metal-Band.

## Geschichte
Der Innsmouth-Gitarrist Todd Daly begann im Jahr 2000 mit Songwriting das erste Stücke des späteren Projektes Crone beinhaltete. Über mehrere gescheiterte Versuche, eine stabile Bandbesetzung für die Idee eines Doom-Metal-Projektes zu finden, und weitere Interessen und Verpflichtungen zog sich der Prozess der Entstehung des Debüts über Jahre hin. Mandy Andresen von Murkrat und The Slow Death stieß etwa 2008 zur Band und brachte sich fortan als Sängerin und Bassistin ein, woraufhin Daly und Andresen vorerst als Duo mit Daly als Schlagzeuger und Gitarrist experimentierten. Weitere drei Jahre später zog die Band den Illimitable-Dolor-Schlagzeuger John „Yonn“ McLaughlin hinzu. Nachdem sich in dieser Konstellation eine Besetzung festigte, trat die Band bereits live in Erscheinung, komplettierte das Debüt und ging einen Vertrag mit dem Label Abysmal Sound ein. Im November 2012 wurde das Schlagzeug in den Zen Rehearsal & Recording Studios aufgenommen. Die weiteren Aufnahmen wurden in zwei Sitzungen in den Studios Python Palace und den Rigid & Stiff Studios im Jahr 2013 absolviert. Über das Label erschien das selbstbetitelte Debüt im Dezember 2013 als limitierte MC. Eine Idee, die auf das Label zurückging, die mit dem Format experimentieren wollte.

„Es war nicht auf 100 Einheiten limitiert, um es zum Kult werden zu lassen, womit viele Bands heutzutage agieren. Das sind vor allem neue Bands, die für mich verdammt dumm sind. Was für eine großartige Idee, deine erste Veröffentlichung zu limitieren. Eine richtig grandiose Option, um von den Leuten gehört zu werden!“

Im darauf folgenden Jahr wurde das Album über Aurora Australis Records als reguläre CD in einer Auflage von 500 Stück veröffentlicht. Das Album erfuhr seinerzeit nur wenig internationale Aufmerksamkeit, galt nachkommend jedoch als originelle und eigenständigste Veröffentlichungen von hoher Qualität.

## Stil
Die Musik von Crone wird als Epic Doom oder traditioneller Doom Metal beurteilt. Aufgrund des als obskur und eigenwillig wahrgenommenen Stils, jenseits der Hauptströmungen im Genre, wurde der auch mit Head of the Demon und Rote Mare assoziierte Begriff „Arcane Doom“ auf Crone angewandt. Weitere Vergleiche werden zu Pallbearer, frühen Cathedral und Rituals of the Oak gezogen.
Im Tempo weise Crone eine Dynamik zwischen Epic Doom und als depressiv tituliertem Doom Metal auf. Die Musik wird mit einem Schwerpunkt auf der Leadgitarre durch viele Soli und komplizierte Harmonien einerseits und andererseits der sehr präsenten Stimme von Andresen, deren Gesang „melodisch und düster“ erscheint und als „stoisch gregorianischer Stil“ wahrgenommen wird, gespielt. Die reduziert gehaltene Rhythmusgruppe bildet dabei eine „subtil kraftvolle Unterstützung“ des Gitarrenspiels.

## Diskografie
- 2013: Crone (Album, MC: Abysmal Sound / CD: Aurora Australis Records)